# Sterculia lissophylla
Sterculia lissophylla är en malvaväxtart som beskrevs av Jean Baptiste Louis Pierre. Sterculia lissophylla ingår i släktet Sterculia och familjen malvaväxter. Inga underarter finns listade i Catalogue of Life.